# Niels Knudsen Manderup
Niels Knudsen Manderup (død omkring 1365) tilhørte en gammel adelsslægt, der angives i umindelige tider at have boet på Barritskov ved Vejle Fjord, og var søn af hr. Knud Nielsen og Elsif Jensdatter.
Faderen, der havde været en anset mand, i sin tid kong Christoffers råd, blev dræbt af sin egen broder hr. Niels Manderup, og sagnet knytter denne blodige dåd til selve Barritskov, muligvis dog med tvivlsom ret, da slægten på den tid synes mere at være knyttet til Sjælland end til Jylland. Niels Knudsen hørte i alt fald utvivlsomt hjemme på Sjælland og ejede og beboede Svanholm i Horns Herred.
Ved sit ægteskab med Cæcilie Nielsdatter Saltensee fik han 1346 af hendes fader Hørningsholm som hendes mødrenearv, og kort efter tilskødede svigerfaderen ham end videre Søholm og meget andet Gods. Endnu vides han at have ejet en hovedgård i Venslev, som han et års tid før sin død erhvervede ved mageskifte.
Senest 1354 blev han ridder, og i datidens breve støder man jævnlig på hans navn. Således nævnes han blandt de beseglende i den kalundborgske reces 1360, og 1363 var han en af kongens forlovere for betalingen af frøken Ingeborgs medgift. Niels Knudsen levede endnu 13. januar 1365, men var død 7. september 1366, som det synes, i sin kraftigste alder. Der kendes 2 børn af ham, en søn og en datter, men den første døde kort efter faderen, så datteren blev eneste arving.